# Kulturpreis des Kantons Graubünden
Der Kulturpreis des Kantons Graubünden wird jährlich an Personen vergeben, die in besonderer Weise am kulturellen Schaffen des Kantons Graubünden mitwirken. Die erstmals 1969 verliehene Auszeichnung ist mit 30'000 Schweizer Franken dotiert, die Anerkennungspreise sowie die Förderungspreise je mit 20'000 Schweizer Franken.

## Preisträger

### 2023
Es wurden insgesamt 250'000 Schweizer Franken vergeben.
|                   | Gewinner                            |
| ----------------- | ----------------------------------- |
| Kulturpreis       | Tilla Theus                         |
| Anerkennungspreis | Bruno Cathomas                      |
| Anerkennungspreis | Anita Ganzoni-Pitsch                |
| Anerkennungspreis | Dieter Jüngling und Andreas Hagmann |
| Anerkennungspreis | Guido Lardi                         |
| Anerkennungspreis | Reto Mayer                          |
| Anerkennungspreis | Letizia Scherrer                    |
| Förderungspreis   | Elena Bertossa                      |
| Förderungspreis   | Fadri Cadonau                       |
| Förderungspreis   | Vito Cadonau                        |
| Förderungspreis   | Christian Imhof                     |
| Förderungspreis   | Anna-Laura Klucker                  |

### 2022
Es wurden insgesamt 250'000 Schweizer Franken vergeben.
|                   | Gewinner                              |
| ----------------- | ------------------------------------- |
| Kulturpreis       | Not Vital                             |
| Anerkennungspreis | Martina Berther                       |
| Anerkennungspreis | Kurt Hauenstein                       |
| Anerkennungspreis | Agnes Tscharner und Lorenz Kunfermann |
| Anerkennungspreis | Guido Lardi                           |
| Anerkennungspreis | Paulin Nuotclà                        |
| Anerkennungspreis | Bruno Ritter                          |
| Anerkennungspreis | Stiftung Pro Bartgeier, Zernez        |
| Anerkennungspreis | Ester Vonplon                         |
| Förderungspreis   | Julia Barandun                        |
| Förderungspreis   | Milena Crameri und Dorotea Cramer     |
| Förderungspreis   | Gian Suhner                           |

### 2021
Es wurden insgesamt 250'000 Schweizer Franken vergeben.
|                   | Gewinner                              |
| ----------------- | ------------------------------------- |
| Kulturpreis       | Leo Tuor                              |
| Anerkennungspreis | Ralph Feiner                          |
| Anerkennungspreis | Vera Kappeler                         |
| Anerkennungspreis | Curò Mani                             |
| Anerkennungspreis | Mara Capelli                          |
| Anerkennungspreis | Verein und Stiftung «Valendas Impuls» |
| Anerkennungspreis | Jürg Schmid                           |
| Förderungspreis   | Valentina Minnig                      |
| Förderungspreis   | Chiara Balsarini                      |
| Förderungspreis   | Andriu Deplazes                       |
| Förderungspreis   | Sara Bigna Janett                     |
| Förderungspreis   | Gian Stecher                          |

### 2020
Es wurden insgesamt 330'000 Schweizer Franken vergeben.
|                   | Gewinner                     |
| ----------------- | ---------------------------- |
| Kulturpreis       | Guido Baselgia               |
| Anerkennungspreis | Mübeccel Akdis & Cezmi Akdis |
| Anerkennungspreis | Cäcilia Bardill              |
| Anerkennungspreis | Breitbild                    |
| Anerkennungspreis | Miriam Cahn                  |
| Anerkennungspreis | Ursina Hartmann              |
| Anerkennungspreis | Kulturgruppe St. Antönien    |
| Anerkennungspreis | René Schnoz                  |
| Förderungspreis   | Elia Aubry                   |
| Förderungspreis   | Carla Gabriela Engler        |
| Förderungspreis   | Andrea Furger                |
| Förderungspreis   | Asa S. Hendry                |
| Förderungspreis   | Chiara Jacomet               |
| Förderungspreis   | Jérôme Keel                  |
| Förderungspreis   | Marina Woodtli               |
| Förderungspreis   | Jessica Zuan                 |

### 2019
Es wurden insgesamt 350'000 Schweizer Franken vergeben.
|                   | Gewinner                             |
| ----------------- | ------------------------------------ |
| Kulturpreis       | Sacha Zala                           |
| Anerkennungspreis | Jürg Conzett                         |
| Anerkennungspreis | ensemble z                           |
| Anerkennungspreis | Manfred Ferrari                      |
| Anerkennungspreis | Pascal Gamboni                       |
| Anerkennungspreis | Paul Grimm                           |
| Anerkennungspreis | Ute Haferburg                        |
| Anerkennungspreis | Rico Stecher                         |
| Anerkennungspreis | Bettina Wachter                      |
| Anerkennungspreis | Gian Andrea Walther & Ivana Semadeni |
| Förderungspreis   | Donat Caduff                         |
| Förderungspreis   | Anrin Cavezel                        |
| Förderungspreis   | Mattiu Defuns                        |
| Förderungspreis   | Lea Hew                              |
| Förderungspreis   | Madlaina Janett                      |
| Förderungspreis   | Jaromir Kreiliger                    |
| Förderungspreis   | Martin Roth                          |

### 2018
Es wurden insgesamt 330'000 Schweizer Franken vergeben.
|                   | Gewinner                       |
| ----------------- | ------------------------------ |
| Kulturpreis       | Corin Curschellas              |
| Anerkennungspreis | Madlaina Lys & Flurin Bischoff |
| Anerkennungspreis | Christoph Meier                |
| Anerkennungspreis | Ivano Nussio                   |
| Anerkennungspreis | Nikolaus Schmid                |
| Anerkennungspreis | Lucas Schwarz                  |
| Anerkennungspreis | Ludmila Seifert                |
| Anerkennungspreis | Jules Spinatsch                |
| Anerkennungspreis | Roger Stieger                  |
| Förderungspreis   | Petra Aleardi                  |
| Förderungspreis   | Josy Battaglia                 |
| Förderungspreis   | Martina Gemassmer              |
| Förderungspreis   | Sara Francesca Hermann         |
| Förderungspreis   | Robert Jerjen                  |
| Förderungspreis   | Band "Polyphone"               |
| Förderungspreis   | Janic Sarott                   |

### 2017
Es wurden insgesamt 370'000 Schweizer Franken vergeben.
|                   | Gewinner                        |
| ----------------- | ------------------------------- |
| Kulturpreis       | Leta Semadeni                   |
| Anerkennungspreis | Klaus Fröhlich                  |
| Anerkennungspreis | Gabriela Gerber & Lukas Bardill |
| Anerkennungspreis | Gustavo Lardi                   |
| Anerkennungspreis | Vanessa Nicola                  |
| Anerkennungspreis | Mevina Puorger Pestalozzi       |
| Anerkennungspreis | Christof Rösch                  |
| Anerkennungspreis | Martin Zimmermann               |
| Anerkennungspreis | Andrea Zogg                     |
| Förderungspreis   | Pia Anderwald                   |
| Förderungspreis   | Nora Bertogg                    |
| Förderungspreis   | Flavio Bundi                    |
| Förderungspreis   | Gianluca Calise                 |
| Förderungspreis   | Rebecca Clopath                 |
| Förderungspreis   | Flurin Giger                    |
| Förderungspreis   | Chris Hunter                    |
| Förderungspreis   | Prättiger Alpämaitiä            |
| Förderungspreis   | Roland Vögtli                   |

### 2016
Es wurden insgesamt 330'000 Schweizer Franken vergeben.
|                   | Gewinner              |
| ----------------- | --------------------- |
| Kulturpreis       | Domenic Janett        |
| Anerkennungspreis | Johann Baumgärtner    |
| Anerkennungspreis | Luigi Corfù           |
| Anerkennungspreis | Lina Frei-Baselgia    |
| Anerkennungspreis | Rita Illien           |
| Anerkennungspreis | Rico Peterelli        |
| Anerkennungspreis | Clau Scherrer         |
| Anerkennungspreis | Fritz Schulthess      |
| Förderungspreis   | Marina Blumenthal     |
| Förderungspreis   | Gino Clavuot          |
| Förderungspreis   | Sven Egert            |
| Förderungspreis   | Marina Lutz           |
| Förderungspreis   | Nina Mayer            |
| Förderungspreis   | Jonas Niedermann      |
| Förderungspreis   | Claudio Signer        |
| Förderungspreis   | Flavia Walder-Hublard |

### 2015
Es wurden insgesamt 370'000 Schweizer Franken vergeben.
|                   | Gewinner              |
| ----------------- | --------------------- |
| Kulturpreis       | Christian Schocher    |
| Anerkennungspreis | Linard Candreia       |
| Anerkennungspreis | Luis Coray            |
| Anerkennungspreis | Rodolfo Fasani        |
| Anerkennungspreis | Marianne Fischbacher  |
| Anerkennungspreis | Ursina Lardi          |
| Anerkennungspreis | Zilla Leutenegger     |
| Anerkennungspreis | Chasper Pult          |
| Anerkennungspreis | Armando Ruinelli      |
| Anerkennungspreis | David Sontòn Caflisch |
| Förderungspreis   | Astrid Alexandre      |
| Förderungspreis   | Micha Bietenhader     |
| Förderungspreis   | Balzer Collenberg     |
| Förderungspreis   | Anja Conzett          |
| Förderungspreis   | Bettina Herrmann      |
| Förderungspreis   | Markus Majoleth       |
| Förderungspreis   | Francesca Nussio      |
| Förderungspreis   | Pia Valär             |

### 2014
Es wurden insgesamt 390'000 Schweizer Franken vergeben.
|                   | Gewinner                  |
| ----------------- | ------------------------- |
| Kulturpreis       | Hannes & Petruschka Vogel |
| Anerkennungspreis | Walter J. Ammann          |
| Anerkennungspreis | Evelina Cajacob           |
| Anerkennungspreis | Flurin Caviezel           |
| Anerkennungspreis | Agnese Ciocco             |
| Anerkennungspreis | Hans Domenig              |
| Anerkennungspreis | Peter Egloff              |
| Anerkennungspreis | Konrad Kunz               |
| Anerkennungspreis | Cornelia Müller           |
| Anerkennungspreis | Christian & Ursula Weber  |
| Anerkennungspreis | Maria Riccarda Wesseling  |
| Förderungspreis   | Mileva Albertini          |
| Förderungspreis   | Jon Bischof               |
| Förderungspreis   | Notta Caflisch            |
| Förderungspreis   | Carlo Clopath             |
| Förderungspreis   | Anita Hassler             |
| Förderungspreis   | Martin Jud                |
| Förderungspreis   | Annatina Kull             |
| Förderungspreis   | Jürg Wasescha             |

### 2013
Es wurden insgesamt 410'000 Schweizer Franken vergeben.
|                   | Gewinner           |
| ----------------- | ------------------ |
| Kulturpreis       | Martin Bundi       |
| Anerkennungspreis | Leza Dosch         |
| Anerkennungspreis | Riccarda Caflisch  |
| Anerkennungspreis | Ignaz Cathomen     |
| Anerkennungspreis | Elisabeth Arpagaus |
| Anerkennungspreis | Balser Fried       |
| Anerkennungspreis | Robert Grossmann   |
| Anerkennungspreis | Otto Pajarola      |
| Anerkennungspreis | Silke Redolfi      |
| Anerkennungspreis | Reto Rigassi       |
| Förderungspreis   | Gaudens Bieri      |
| Förderungspreis   | Laura Bott         |
| Förderungspreis   | Maurus Gauthier    |
| Förderungspreis   | Ursina Giger       |
| Förderungspreis   | Alessandro Ligato  |
| Förderungspreis   | Livio Russi        |
| Förderungspreis   | Flurina Sarott     |
| Förderungspreis   | Martin Wildhaber   |
| Förderungspreis   | Lydia Wilhelm      |
| Förderungspreis   | Valeria Zangger    |

### 2012
Es wurden insgesamt 370'000 Schweizer Franken vergeben.
|                   | Gewinner            |
| ----------------- | ------------------- |
| Kulturpreis       | Giovanni Netzer     |
| Anerkennungspreis | Peter Appenzeller   |
| Anerkennungspreis | Andreas Caminada    |
| Anerkennungspreis | Menga Dolf          |
| Anerkennungspreis | Arno Jehli          |
| Anerkennungspreis | Dora Lardelli       |
| Anerkennungspreis | Giovanni Maranta    |
| Anerkennungspreis | Leta Mosca          |
| Anerkennungspreis | Carlo Simonelli     |
| Anerkennungspreis | Katharina von Salis |
| Förderungspreis   | Flurina Badel       |
| Förderungspreis   | Selina Gasser       |
| Förderungspreis   | Felicitas Heyerick  |
| Förderungspreis   | Robin Mark          |
| Förderungspreis   | Reto Matter         |
| Förderungspreis   | Toni Parpan         |
| Förderungspreis   | Ursina Schmid       |
| Förderungspreis   | Sara Simonet        |

### 2011
Es wurden insgesamt 390'000 Schweizer Franken vergeben.
|                   | Gewinner           |
| ----------------- | ------------------ |
| Kulturpreis       | Gion A. Caminada   |
| Anerkennungspreis | Rudolf Fontana     |
| Anerkennungspreis | Gioni Signorell    |
| Anerkennungspreis | Agnes Byland       |
| Anerkennungspreis | Luigi Giacometti   |
| Anerkennungspreis | Duri Janett        |
| Anerkennungspreis | Hansmartin Schmid  |
| Anerkennungspreis | Reto Crameri       |
| Anerkennungspreis | Thomas Zindel      |
| Förderungspreis   | Colin Schälli      |
| Förderungspreis   | Flurin Caduff      |
| Förderungspreis   | Nyna Cantieni      |
| Förderungspreis   | Duri Collenberg    |
| Förderungspreis   | Selina Derungs     |
| Förderungspreis   | José Federspiel    |
| Förderungspreis   | Pascal Hofmann     |
| Förderungspreis   | Magdalena Nadolska |
| Förderungspreis   | Lorenzo Polin      |
| Förderungspreis   | Markus Bernhard    |

### 2010
Es wurden insgesamt 350'000 Schweizer Franken vergeben.
|                   | Gewinner              |
| ----------------- | --------------------- |
| Kulturpreis       | Georg Jäger           |
| Anerkennungspreis | Köbi Gantenbein       |
| Anerkennungspreis | Corin Curschellas     |
| Anerkennungspreis | Anna-Alice Dazz Gross |
| Anerkennungspreis | Charly Bieler         |
| Anerkennungspreis | Felix Giger           |
| Anerkennungspreis | Josias Jus            |
| Anerkennungspreis | Lulo Tognola          |
| Förderungspreis   | Arno Camenisch        |
| Förderungspreis   | Ines Caviezel         |
| Förderungspreis   | Milena Ehrensperger   |
| Förderungspreis   | Ervin Janz            |
| Förderungspreis   | Sandro Keller         |
| Förderungspreis   | Ramona Proyer         |
| Förderungspreis   | Manuela Tuena         |
| Förderungspreis   | Roman Vital           |
| Förderungspreis   | Christoph Waltle      |

### 1987
Es wurden insgesamt 72'000 Schweizer Franken vergeben.
|                 | Gewinner       |
| --------------- | -------------- |
| Förderungspreis | Dino Simonett  |
| Förderungspreis | Flurin Spescha |

### 1985
|                 | Gewinner   |
| --------------- | ---------- |
| Förderungspreis | Felix Held |